# Konstanty Matyjewicz-Maciejewicz

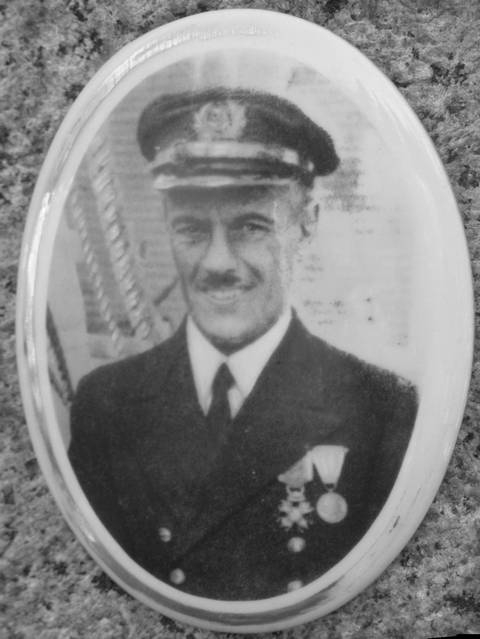
Fotografia z nagrobka (kwatera zasłużonych cmentarza Centralnego w Szczecinie)

Konstanty Matyjewicz-Maciejewicz (ur. 30 października?/11 listopada 1890 w Niemirowie na Podolu, zm. 25 października 1972 w Szczecinie), „Kapitan Kapitanów”, „Macaj” – kapitan żeglugi wielkiej, ostatni komendant „Lwowa” i pierwszy komendant „Daru Pomorza”. Wykładowca w szkołach morskich w Tczewie, Gdyni i Szczecinie.

## Życiorys
Syn Ludwika, podpułkownika artylerii armii rosyjskiej. W 1908 ukończył Korpus Kadetów w Połtawie, po czym zdał egzamin do Morskiego Korpusu w Petersburgu. Po ukończeniu szkoły w kwietniu 1911 rozpoczął służbę w rosyjskiej marynarce wojennej, w stopniu gardemaryn. Pływał na krążowniku pancernym „Ruryk”; w stopniu miczmana na krążowniku „Aurora”; na stanowisku oficera nawigacyjnego na kanonierce „Siwucz”, po czym na stanowisku oficera wachtowego na „Ruryk”, na którym zastał go wybuch I wojny światowej.
Awansowany w styczniu 1915 na lejtnanta. We wrześniu 1915 przeniesiony do Oficerskiej Szkoły Pływania Podwodnego, po jej ukończeniu i służbie na różnych jednostkach, został w październiku 1916 zastępcą dowódcy okrętu podwodnego AG-15. Gdy podczas ćwiczebnego zanurzenia 8 czerwca?/21 czerwca 1917 okręt zatonął na głębokości 27 m, a pomoc nie nadchodziła, podjął wraz z pięcioma marynarzami udaną próbę wydostania się z niego. Było to wydarzenie bez precedensu. Podczas zatonięcia AG-15 zginęło 18 marynarzy. Po remoncie AG-15 został dowódcą tego okrętu. Zdemobilizowany w kwietniu 1918, połączył się z rodziną i pracował w Połtawie. W latach 1919–1921 pracował na radzieckich statkach handlowych. 20 września 1920 otrzymał radziecki dyplom kapitana żeglugi wielkiej.
W 1921 repatriował do Polski. Od 1 lutego 1922 podjął pracę jako wykładowca w Szkole Morskiej w Tczewie. W kilka miesięcy później został przeniesiony na szkolny żaglowiec „Lwów” jako III oficer, w lipcu 1922 otrzymał stanowisko starszego oficera. W grudniu 1924 nostryfikował dyplom Kapitana Żeglugi Wielkiej. Pod koniec 1926 objął dowództwo „Lwowa”. Po zastąpieniu statku szkolnego „Lwów” statkiem „Pomorze” (późniejszy „Dar Pomorza”) został mianowany jego komendantem. Podczas holowania „Pomorza” z St. Nazaire do stoczni remontowej Nakskov w Danii, statek bez zdolności manewrowych dostał się w strefę sztormową u wybrzeży bretońskich, zerwał się z holu i tylko dzięki doświadczeniu Maciejewicza został uratowany od rozbicia. Przez kolejnych osiem lat Maciejewicz był komendantem „Daru Pomorza”. W tym okresie zorganizował i poprowadził trwający blisko rok rejs dookoła świata (1934/35) – był to pierwszy rejs polskiej jednostki handlowej na takiej trasie. W połowie 1938 został kierownikiem zaocznych kursów szkoleniowych dla marynarzy i rybaków dalekomorskich. 1 maja 1939 mianowano go inspektorem i zastępcą dyrektora Państwowej Szkoły Morskiej w Gdyni. Tuż przed wybuchem wojny przejął obowiązki zmobilizowanego dyrektora.
Po wybuchu II wojny światowej polecił ewakuować z budynku i ukryć najważniejsze pomoce naukowe i archiwum. Po wkroczeniu Niemców otrzymał od władz polecenie przygotowania szkoły do pełnienia funkcji szpitala. 25 września 1939 został wraz z innymi wykładowcami PSM zatrzymany przez gestapo i skierowany wraz z nimi do Nidowa koło Gdańska do przymusowych prac polowych, a następnie do budowy obozu w Stutthofie. Dzięki zabiegom żony 18 grudnia 1939 został zwolniony, po czym wyjechał do Warszawy, gdzie przebywała rodzina. Czas okupacji spędził na terenie Generalnego Gubernatorstwa jako robotnik budowlany i tartaczny w majątku Kluczkowice.
Po wkroczeniu Armii Czerwonej, 11 października 1944 podjął pracę w Lidze Morskiej w Lublinie, a potem w wydziale szkoleniowym Departamentu Morskiego Ministerstwa Przemysłu i Handlu w Bydgoszczy. Skierowany do Gdyni jako pełnomocnik dla zabezpieczenia PSM, został w maju 1945 jej dyrektorem i rozpoczął jej reaktywację. Po decyzji przeniesienia Wydziału Nawigacyjnego PSM z Gdyni do Szczecina, w 1947 wyjechał do Szczecina, organizując tam Państwową Szkołę Morską od podstaw i został jej dyrektorem, aż do czasu likwidacji PSM w Szczecinie (1953). Przez krótki czas dowodził żaglowcem szkolnym „Zew Morza”. Od 1 listopada 1953 pracował w szczecińskim oddziale Polskiego Rejestru Statków jako inspektor. W listopadzie 1962 przeszedł na emeryturę, pozostał jednak nadal doradcą w PRS, ławnikiem w Szczecińskiej Izbie Morskiej, przewodniczącym komisji egzaminacyjnej PSM, aż do ostatecznego spensjonowania w 1969. Zmarł 25 listopada 1972 w Szczecinie. Pochowany w kwaterze zasłużonych cmentarza Centralnego w Szczecinie (kwatera 44-1-44).

### Kapitan
- „St. Blanc” przyszłej „ORP Iskra”: 1926
- Lwowa: 1926–1930
- Daru Pomorza: 1930–1938
- Zewu Morza

## Ordery i odznaczenia
- Krzyż Oficerski Orderu Odrodzenia Polski (1935)
- Złoty Krzyż Zasługi (dwukrotnie: 9 listopada 1931[7], 31 października 1947[8])
- Srebrny Krzyż Zasługi (15 sierpnia 1924)[9]
- Medal Dziesięciolecia Odzyskanej Niepodległości (1929)
- Medal Komisji Edukacji Narodowej

## Upamiętnienie

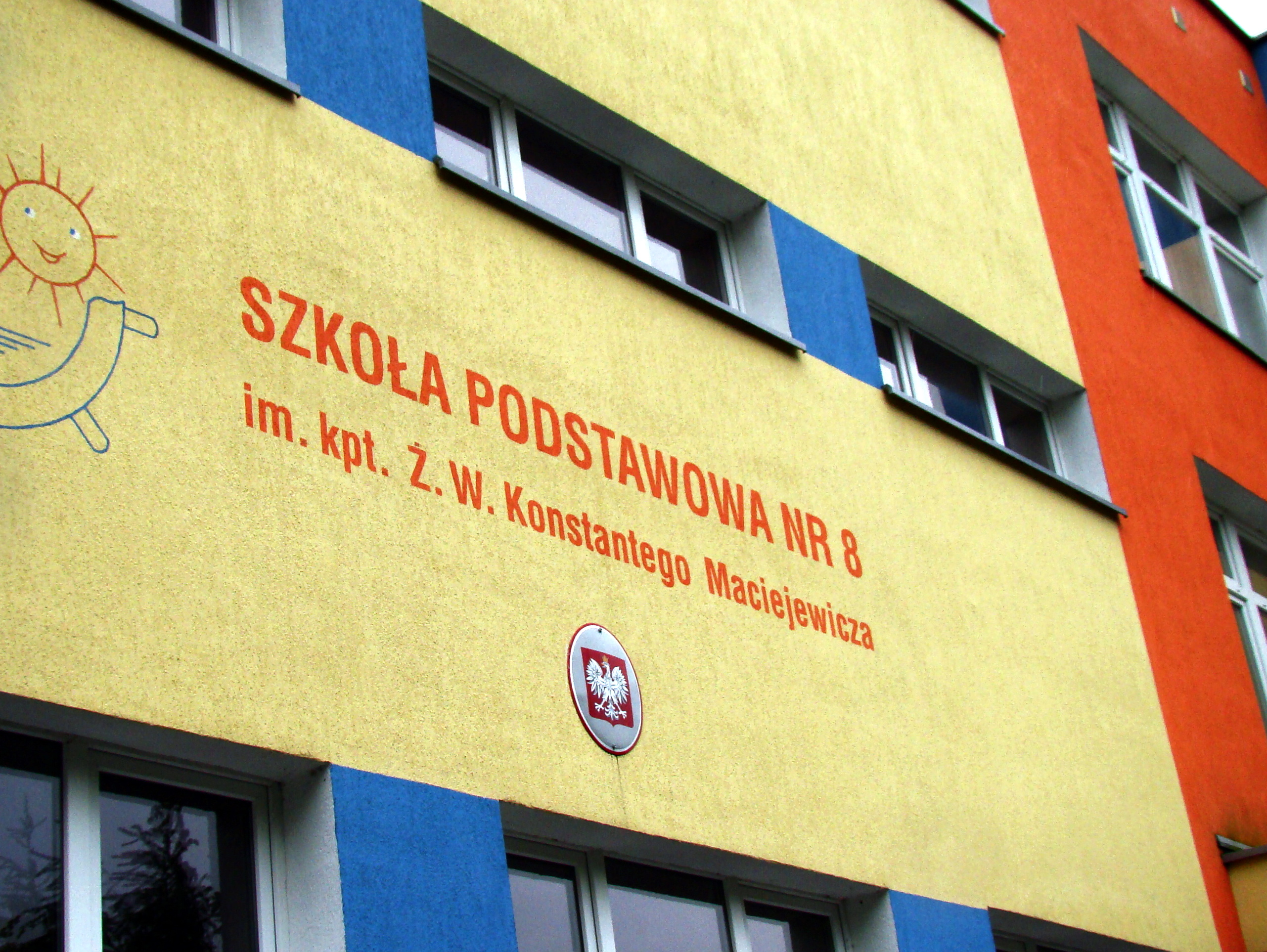
Szkoła podstawowa nr 8 im. kpt. ŻW. Konstantego Maciejewicza w Kołobrzegu

Jego imię nosi jeden z polskich jachtów typu Opal – s/y Konstanty Maciejewicz.
Był patronem Liceum Morskiego działającego w Szczecinie w latach 1973–1985, oraz parowca SS Kapitan K. Maciejewicz, pełniącego rolę hulku, na którym funkcjonowało to liceum (obecnie maszt z tego statku pełni funkcję pomnika w Szczecinie).
Jest patronem:
- 25 Szczecińskiej Wodnej Drużyny Harcerskiej Burza
- 39 Harcerskiej Drużyny Żeglarskiej w Blachowni.
- 404 Wielopoziomowej Drużyny Harcerskiej Specjalności Wodnej i Ratowniczej Error w Sochaczewie
- Szkoły Podstawowej Nr 56 w Szczecinie
- Szkoły Podstawowej Nr 8 w Kołobrzegu
- Zespołu Szkolno-Przedszkolnego w Stepnicy
- Zespołu Szkół Sportowych – Szkoła Podstawowa w Rewalu
- Pogotowia Opiekuńczego w Szczecinie
- Szkoły Podstawowej nr 7 w Policach

Jego imieniem nazwane są ulice w Gdyni i Szczecinie.
Poczta Polska wyemitowała 21 lipca 1980 r. znaczek pocztowy przedstawiający Dar Pomorza o nominale 8,4 złotego. Autorem projektu znaczka był Stefan Małecki. Obok żaglowca na znaczku widniał portret kpt. Konstantego Maciejewicza. Znaczek pozostawał w obiegu do 31 grudnia 1994 r.
22 września 2018 r. przy Nabrzeżu Pomorskim w Gdyni uroczyście odsłonięto tablicę poświęconą kapitanowi żeglugi wielkiej Konstantemu Matyjewiczowi-Maciejewiczowi, legendarnemu komendantowi żaglowców „Lwów” i „Dar Pomorza”.
Postać K. Matyjewicza-Maciejewicza występuje w tomie opowiadań K.O. Borchardta Znaczy Kapitan – jako „pierwszy”. Książka o nim autorstwa Marka Koszura nosi tytuł Kapitan Kapitanów.